# Halina Wrzeszczyńska
Halina Wrzeszczyńska (ur. 1929 w Krotoszynie, zm. 2018 we Wrocławiu) – polska malarka tworząca w latach 60. i 70. XX w. barwne abstrakcje geometryczne w stylu op-art, jedna z pierwszych absolwentek PWSSP we Wrocławiu, autorka artystycznej teorii substrukturalizmu.

## Życiorys
W 1946 rozpoczęła studia w utworzonej we Wrocławiu przez Eugeniusza Gepperta Wyższej Szkole Sztuk Pięknych, późniejszej PWSSP. Należała do grona pierwszych absolwentek tej uczelni – w 1952 r. obroniła pracę magisterską na Wydziale Architektury Wnętrz i uzyskała dyplom z nr 7.

## Twórczość
Artystka malowała olejem na płótnie oraz akrylem, gwaszem i akwarelą na papierze, tworzyła kolażowe prace z użyciem tempery na papierze. Rysowała ołówkiem, tuszem i flamastrem, wykonywała monotypie i tworzyła też ilustracje. Projektowała także meble, wnętrza i odzież, interesowała się teorią sztuki.
Z okresu 1945-46 znany jest cykl akwarelowych erotyków Wrzeszczyńskiej do jej niewydanego opowiadania pt. Czas przemocy i miłości. O ile rękopis zaginął, to przechowywane osobno ilustracje zachowały się.
Z lat 50. znane są głównie jej figuratywne przedstawienia wykonane tuszem na papierze. Od lat 60. Wrzeszczyńska zajmowała się przede wszystkim malarstwem sztalugowym: malowała pejzaże, portrety oraz przedstawienia abstrakcyjne. W latach 60. artystka projektowała także figuratywne malarskie dekoracje ścienne, wraz ze Stanisławem Szybą wykonała m.in. projekty murali do Czytelni Prasy Radzieckiej w Dzierżoniowie oraz na elewację Zamku w Niemczy. Od 1961 roku była członkinią sekcji malarstwa Okręgu Wrocławskiego Związku Polskich Artystów Plastyków, a od 1974 r. związana była z jego Zarządem.

### Abstrakcja geometryczna, autorska koncepcja „substrukturalizmu" i opracowanie z zakresu teorii sztuki
Fascynował ją świat nauki i przyrody, zwłaszcza fizyki, a w jej twórczości z lat 60. i 70. charakterystyczne są inspirowane nim i wykonywane różnymi technikami barwne kompozycje geometryczne przypominające op-art. Artystka wyraziła swój program artystyczny następująco: "Pragnęłabym, aby moje malarstwo swą sugestią barw widmowych i porządkiem form zmuszało widza do myślenia o zjawiskach przyrody". Koncepcja nazwana przez Wrzeszczyńską „substrukturalizmem” znajdowała swój wyraz w prowadzonych przez nią od 1965 r. dziennikach nazwanych „Metryczkami”. Jak napisała, kształtował się on w oparciu o pozytywnie postrzegane zmiany okresu rewolucji naukowo-technicznej: "Okres krystalizowania się założeń, które w konsekwencji doprowadziły do skupienia się na strukturze opartej o ideę ładu, obejmuje głównie lata 1965-1972. U ich podstaw leży głębokie przeświadczenie o istnieniu ukrytej harmonii rządzącej przejawami wszelkiego życia oraz optymistyczny pogląd, że objawy degeneracji są stadium przejściowym lub pozorem. (…) Jedyną sensowną drogą dla kierunku mej twórczości będzie sięgnięcie – celowe – po element fantastyki ‘wyspekulowanej’ w oparciu o rezultaty doświadczalne i teoretyczne nauk ścisłych. W przedstawieniu układów formalno-barwnych ustawicznie oscyluję na granicy rzeczywistości i fantastyki”. Podsumowaniem jej konsekwentnej i wieloletniej pracy była wystawa indywidualna w 1973 r., w ramach której artystka przedstawiła nie tylko obrazy, ale także teoretyczne opracowanie własnej twórczości pt. Malarstwo Form Fundamentalnych i Pasażu Barwnego.
Jej pełne wibrującej energii obrazy przyciągały uwagę – z prośbą użyczenia obrazu olejnego Elektrony zwrócili się do niej producenci z Wytwórni Filmów Fabularnych we Wrocławiu. Obraz posłużył jako scenografia do filmu Wielki układ z 1976 r.
Wrzeszczyńska swoje prace prezentowała na wielu wystawach indywidualnych i zbiorowych, m.in. w 1971 r. w Zachęcie w Warszawie, na ogólnopolskich Targach Plastyki w roku 1972 i 1973, na Festiwalu Polskiego Malarstwa Współczesnego w Gdyni w 1974 r., a także we Wrocławiu czy w Poznaniu. Jej prace pokazywane były także w Budapeszcie oraz w 1983 r. w RFN. Łącznie Wrzeszczyńska miała 17 indywidualnych wystaw z zakresu rysunku i malarstwa. 
W latach 1971 i 1978 otrzymywała stypendium twórcze.
Artystka zmarła w zapomnieniu w wieku 89 lat. Część jej prac trafiła do wrocławskiej galerii mia ART GALLERY, a jej twórczość nie została jak dotąd opracowana.
Prace Wrzeszczyńskiej były pośmiertnie prezentowane m.in. na wystawie PSYCHOPOMP (4–25.10.2021, Zakład Narodowy im. Ossolińskich, Wrocław), zrealizowanej w ramach projektu Caspar Neumann. Dusze i fundusze. Księga narodzin i pogrzebów dla miasta Wrocław czy na wystawie Kolekcja zimowa (13.12.2024–17.01.2025) w mia ART GALLERY we Wrocławiu. 
Prace artystki znajdują się wielu zbiorach prywatnych w Polsce i za granicą m.in. w USA, Francji, Niemczech, Austrii, Szwecji, Holandii i Hiszpanii.

### Cykle prac
- "Czas przemocy i miłości", 1945-1946, cykl ilustracji[3]
- "Matka i syn", 1961
- "Struktury krystaliczne", 1965-67
- "Krystalizacje", 1971
- "Barwy widmowe"
- "Przenikanie form podstawowych"
- "Interferencje"